# Concejo de Calahorra y sus aldeas
El Concejo de Calahorra y sus aldeas o Tierra de Calahorra fue uno de los concejos del Reino de Castilla, que tuvo vigencia desde el siglo XII hasta el siglo XIX. 

## Toponimia e historia
La capitalidad estuvo en la ciudad de Calahorra. Los musulmanes conquistaron la ciudad el año 714 dejando su impronta en la agricultura y el urbanismo. La importancia estratégica de Calahorra también sería fundamental en la dominación árabe. Debido a ella fueron varias veces las que cambió de manos hasta que en abril de 1045 el rey García III de Nájera la conquistó y unió al reino de Nájera-Pamplona, antecesor del reino de Navarra. Como toda La Rioja, fue tierra codiciada por los reinos fronterizos de Castilla, Navarra y Aragón. Fue incorporada al Reino de Castilla por Alfonso VI, aunque se mantuvieron las luchas fronterizas con Navarra y Aragón.
Con la anexión de Navarra por Fernando el Católico, en 1512, se pacificó definitivamente toda la zona. La ciudad fue visitada por el papa Adriano VI el 22 de marzo de 1522.Con el nombre de Partido de Calahorra se integró en la Intendencia de Soria en el siglo XVIII. Con la división provincial española de 1822 pasó a formar parte de la provincia de Logroño junto con el resto de municipios riojanos.

## Lugares que comprendía
La Tierra de Calahorra contaba como centro la ciudad de Calahorra y las 10 aldeas siguientes, con jurisdicción de realengo salvo Autol y Yergas según el Libro de los Millones. Entre paréntesis figura el municipio al que pertenecen.
| - Calahorra. - Aldeanueva. - Rincón de Soto. | - Murillo (Calahorra). - Terroba. - Vililla. | - Alfaro. - Autol. - Yergas (despoblado, Autol). | - Euel. - Ordoño (despoblado, Quel). |  |

Las villas de Aldeanueva, Autol, Rincón de Soto, Euel, dejaron de pertenecer al Concejo de Calahorra, y aparecen como villas eximidas en el Censo de Floridablanca. Además la ciudad de Alfaro, se escindió de la tierra en 1629 cuando recibió el título de ciudad y contaba con partido propio, el Partido de Alfaro.